# Tamoxifèn
El tamoxifèn és un modulador selectiu del receptor d'estrogens utilitzat per prevenir el càncer de mama en dones i homes, que actua disminuint el creixement de cèl·lules canceroses de mama. És membre del grup de compostos trifeniletilè, i va ser sintetitzat per primer cop l'any 1962 per la química Dora Richardson.
Els efectes secundaris comuns inclouen menstruació irregular, pèrdua de pes i fogots. Els efectes secundaris greus inclouen un petit augment del risc de càncer uterí, ictus, problemes de visió i embòlia pulmonar. Si es pren durant l'embaràs o la lactància, pot causar danys al fetus i al nadó, respectivament.
És a la llista de medicaments essencials de l'Organització Mundial de la Salut, i està disponible com a medicament genèric, prenent-se per via oral.

## Ús mèdic

### Càncer de mama
El tamoxifèn s'utilitza per al tractament dels càncers de mama amb receptor d'estrògens positiu (ER-positiu o ER+). És vàlid tant en càncers precoços com avançats, i en dones pre i postmenopàusiques. El tamoxifèn augmenta el risc d'hemorràgia vaginal postmenopàusica, pòlips endometrials, hiperplàsia i càncer d'endometri. L'ús de tamoxifèn combinat amb un DIU hormonal de levonorgestrel pot augmentar el sagnat vaginal d'1 a 2 anys, però redueix una mica els pòlips i la hiperplàsia, encara que no afecta a les possibilitats de desenvolupar càncer d'endometri.
És el tractament hormonal més comú per al càncer de mama masculí. Està aprovat per l'Administració d'Aliments i Fàrmacs dels Estats Units (FDA) per a la prevenció del càncer de mama en dones amb alt risc de desenvolupar la malaltia. L'eficàcia del tamoxifèn està influenciada principalment per l'estat del receptor d'estrògens (ER). També s'ha aprovat per a reduir la probabilitat de desenvolupar un càncer mamari contralateral (en la mama oposada a la què havia sorgit el càncer inicialment). Cinc anys de tractament adjuvant amb tamoxifèn redueix significativament el risc de recurrència i mortalitat per càncer de mama durant 15 anys.
El 2006, l'estudi clínic STAR va concloure que el raloxifèn també és efectiu per reduir la incidència del càncer de mama. Els resultats actualitzats després d'una mitjana de 6,75 anys de seguiment van trobar que el raloxifèn conserva el 76% de l'efectivitat del tamoxifèn en la prevenció del càncer de mama invasiu, amb un 45% menys de càncers d'úter i un 25% menys de coàguls sanguinis, respecte a les dones que prenen tamoxifèn.

### Ginecomàstia

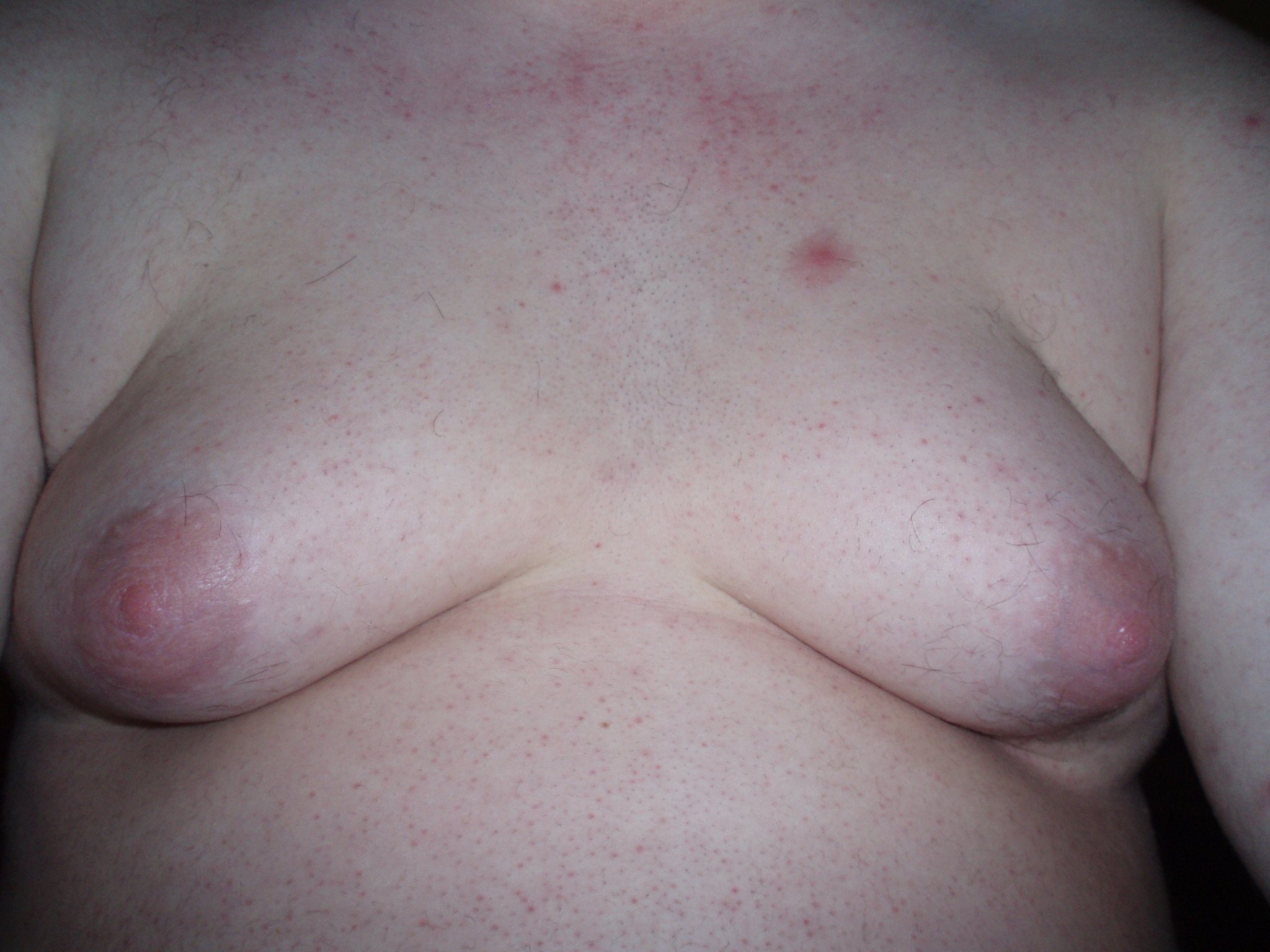
Adolescent amb ginecomàstia.

El tamoxifèn s'utilitza per a prevenir i tractar la ginecomàstia, l'augment benigne de la mama masculina, ja sigui asimptomàtica o dolorosa. Es tracta d'una condició comuna que es creu que resulta d'un augment de la ràtio d'estrògens/testosterona, o d'una activitat estrogènica o androgènica reduïda a causa de les interaccions amb els receptors. Es pren com a mesura preventiva, en petites dosis; o s'utilitza a l'inici de qualsevol símptoma, com ara dolor o sensibilitat al mugró. Els tractaments actuals solen incloure l'alleujament del dolor mitjançant medicació o cirurgia. Tanmateix, identificar l'estimulació estrogènica subjacent pot oferir un enfocament terapèutic més específic.
En un estudi creuat doble cec, els pacients van rebre tamoxifèn (10 mg per via oral, cada 12 hores) o un placebo, durant un mes. Set de cada deu pacients tractats amb tamoxifèn van observar una reducció de la mida de la ginecomàstia  (P<0,005), i el resultat mitjà del grup també va ser estadísticament significatiu (P<0,01). No es van observar beneficis amb el placebo (P > 0,1). A més, els quatre pacients amb ginecomàstia dolorosa van experimentar alleujament dels seus símptomes, i no es va observar cap toxicitat. Tot i que la reducció de la mida del pit va ser lleu, això suggereix que pot ser necessari un tractament més llarg. Els exàmens de seguiment realitzats entre 9 i 12 mesos després del tractament gairebé no van revelar canvis significatius.
Existeixen altres medicaments amb finalitats similars, com ara fàrmacs inhibidors de l'aromatasa i clomifèn; que s'utilitzen per intentar evitar els efectes adversos relacionats amb les hormones.

### Dismenorrea
La dismenorrea és el terme per al dolor menstrual, generalment centrat a la part inferior de l'abdomen, tot i que sovint s'estén a l'esquena o a l'interior de les cuixes. És una afecció ginecològica freqüent que pot afectar greument les activitats diàries i el benestar. El tamoxifèn s'ha identificat i utilitzat per millorar eficaçment el flux sanguini, reduir la contracció uterina i el dolor en pacients amb dismenorrea.

### Infertilitat
El tamoxifèn s'utilitza per a la inducció de l'ovulació, en el tractament contra la infertilitat en dones amb trastorns anovulatoris. S'ha de prendre entre els dies tres i set del cicle menstrual.
En homes amb infertilitat, el medicament desinhibeix l'eix hipotalàmic-hipofisiari-gonadal (eix HPG) mitjançant l'antagonisme ER, augmentant així la secreció d'hormona luteïnitzant (LH) i hormona fol·liculoestimulant (FSH), i incrementant la producció de testosterona testicular. Alguns estudis en animals han suggerit que el tamoxifèn podria tenir efectes negatius sobre la qualitat de l'esperma i la salut prostàtica i gonadal.

### Pubertat precoç
El tamoxifèn és útil en el tractament de la pubertat precoç perifèrica, per exemple a causa de la síndrome de McCune-Albright, en ambdós sexes. S'ha trobat que disminueix la velocitat de creixement i la taxa de maduració òssia en noies amb pubertat precoç i, per tant, creix l'estatura d'aquestes.

### Formats disponibles

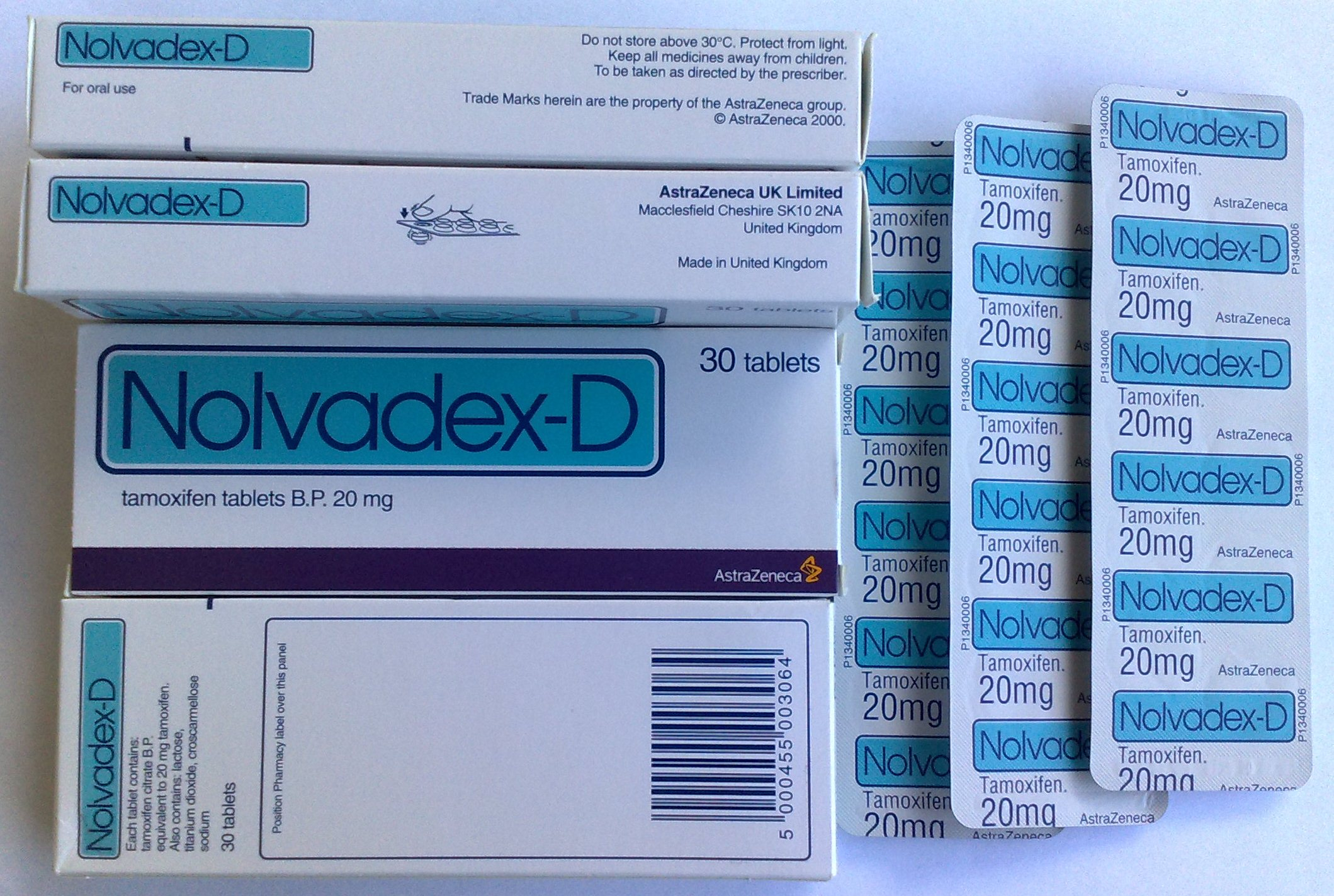
Nolvadex, comprimits de 20 mg.

El tamoxifèn està disponible com a pastilla o solució oral.

## Contraindicacions
El tamoxifèn està contraindicat per a personas amb hipersensibilitat al medicament o altres ingredients, a individus que prenen anticoagulants de tipus cumarína i dones amb antecedents de trombosi venosa (trombosi venosa profunda o embòlia pulmonar).

## Efectes secundaris
Un informe del setembre de 2009 suggereix que el tamoxifèn, el raloxifèn i la tibolona augmenten el risc d'efectes secundaris adversos.

### Càncer d'endometri
El tamoxifèn és un modulador selectiu del receptor d'estrògens (SERM). Tot i que és un antagonista del teixit mamari, actua com a agonista parcial de l'endometri i s'ha relacionat amb el càncer d'endometri en algunes dones. Per tant, els canvis endometrials, inclòs el càncer, es troben entre els efectes secundaris d'aquest medicament. Amb el temps, el risc de càncer d'endometri es pot multiplicar fins a quatre vegades, motiu pel qual el tamoxifèn només s'utilitza durant cinc anys.
La Societat Americana del Càncer enumera el tamoxifèn com a carcinogen conegut, afirmant que augmenta el risc d'alguns tipus de càncer uterí, si bé redueix la recurrència del de mama.

### Cardiovascular i metabòlica
El tractament amb tamoxifèn de dones postmenopàusiques s'associa amb efectes beneficiosos sobre els perfils de lípids sèrics. Tanmateix, les dades a llarg termini dels assaigs clínics no han demostrat un efecte cardioprotector. Per a algunes dones, el tamoxifèn pot provocar un augment ràpid de la concentració de triglicèrids a la sang. A més, hi ha un augment del risc de tromboembolisme, especialment durant i immediatament després d'una cirurgia important, o de períodes d'immobilitat. S'ha demostrat que el seu ús augmenta lleugerament el risc de trombosi venosa profunda, d'embòlia pulmonar i d'ictus.

### Toxicitat hepàtica
El tamoxifèn s'ha associat amb una sèrie de casos d'hepatotoxicitat. En dones obeses o amb sobrepès (però no en dones de pes normal) pot precipitar la malaltia per fetge gras no alcohòlic en una taxa mitjana del 40%, al cap d'un any d'ús a raó de 20 mg/dia.

## Sobredosi
No s'ha notificat sobredosi aguda de tamoxifèn en humans. En estudis de dosi, el tamoxifèn es va administrar en dones en dosis molt altes (per exemple, 300 mg/m2) i es va trobar que produïa neurotoxicitat aguda, que incloïa tremolors, hiperreflexia, trastorn de la marxa i mareigs. Aquests símptomes es van produir entre tres i cinc dies després de la teràpia i van desaparèixer entre dos i cinc dies després d'interrompre-la. No es van observar indicis de neurotoxicitat permanent. També es va observar una prolongació de l'interval QT després de consumir dosis elevades de tamoxifèn.
No hi ha cap antídot específic per tractar-ne la sobredosi. En canvi, el tractament s'ha de basar en els símptomes.

## Interaccions
És possible que els pacients amb variants del gen CYP2D6 no rebin el benefici total del tamoxifèn, a causa del metabolisme massa lent del profàrmac del tamoxifèn en els seus metabòlits actius. Algunes variacions de CYP2D6 en pacients amb càncer de mama condueixen a un pitjor resultat clínic al tractament amb tamoxifèn. Investigacions recents han demostrat que entre el 7 i el 10% de les dones amb càncer de mama poden no rebre el benefici mèdic total de prendre tamoxifèn a causa de la seva composició genètica. Més del 20% de tots els medicaments utilitzats clínicament són metabolitzats per CYP2D6, així que conèixer-ne l'estat pot ajudar el metge amb la selecció de medicaments. També es poden utilitzar altres biomarcadors moleculars.
Estudis recents suggereixen que prendre els inhibidors selectius de la recaptació de serotonina (ISRS), antidepressius com paroxetina, fluoxetina i sertralina pot disminuir l'eficàcia del tamoxifèn, ja que aquests fàrmacs competeixen per l'enzim CYP2D6 que es necessita per metabolizar el tamoxifèn en les seves formes actives. Un estudi va trobar que després de dos anys, el 7,5% de les dones que només van prendre tamoxifèn van tenir una recurrència, en comparació amb el 16% que també havien pres paroxetina, fluoxetina o sertralina, fàrmacs considerats com els inhibidors del CYP2D6 més potents. Aquesta diferència es tradueix en un augment del 120% del risc de recurrència del càncer de mama. Els pacients que prenien els ISRS citalopram, escitalopram i fluvoxamina no tenien un risc augmentat de recurrència, a causa de la seva manca de metabolisme competitiu per a l'enzim CYP2D6. Un estudi més recent va demostrar un efecte més clar i fort de la paroxetina per provocar els pitjors resultats. Els pacients tractats tant amb paroxetina com amb tamoxifèn tenen un 67% més de risc de mort per càncer de mama, del 24% al 91%, depenent de la durada de la coadministració.
El tamoxifèn interacciona amb alguns altres antiestrògens. L'inhibidor de l'aromatasa aminoglutetimida indueix el metabolisme del tamoxifèn; mentre que el letrozol no mostra cap efecte. Tanmateix, el tamoxifèn indueix el metabolisme del letrozol i en redueix significativament les concentracions.

## Farmacologia

### Farmacodinàmica

#### Activitat moduladora selectiva del receptor d'estrògens

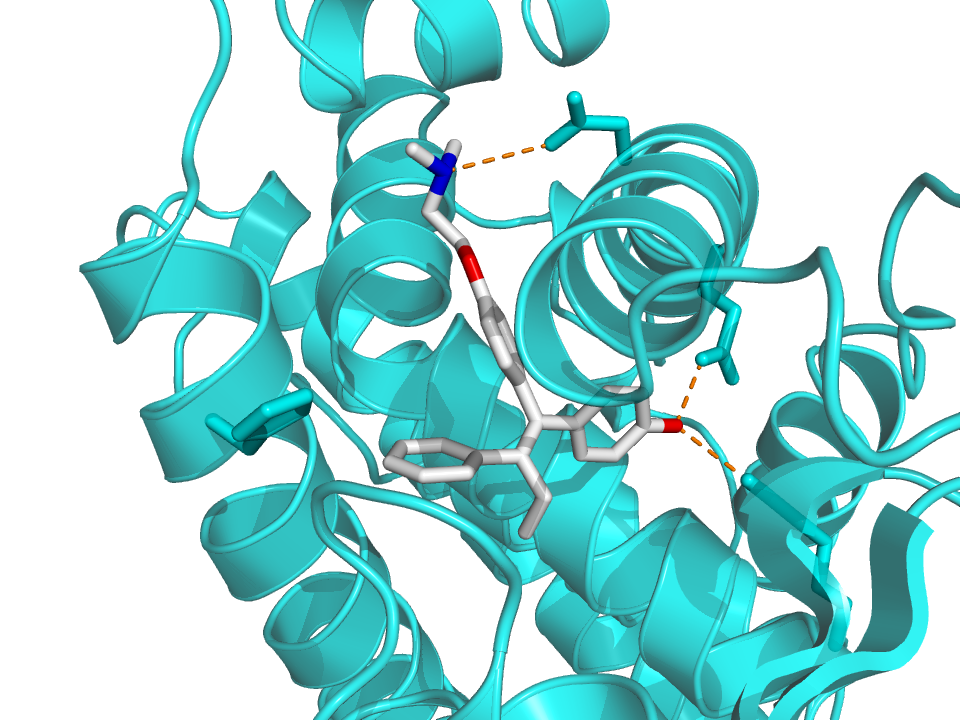
Estructura cristal·logràfica de l'afimoxifèn (carboni = blanc, oxigen = vermell, nitrogen = blau) complexat amb el domini d'unió de lligands del receptor d'estrògens alfa (ERα) (cinta cian).

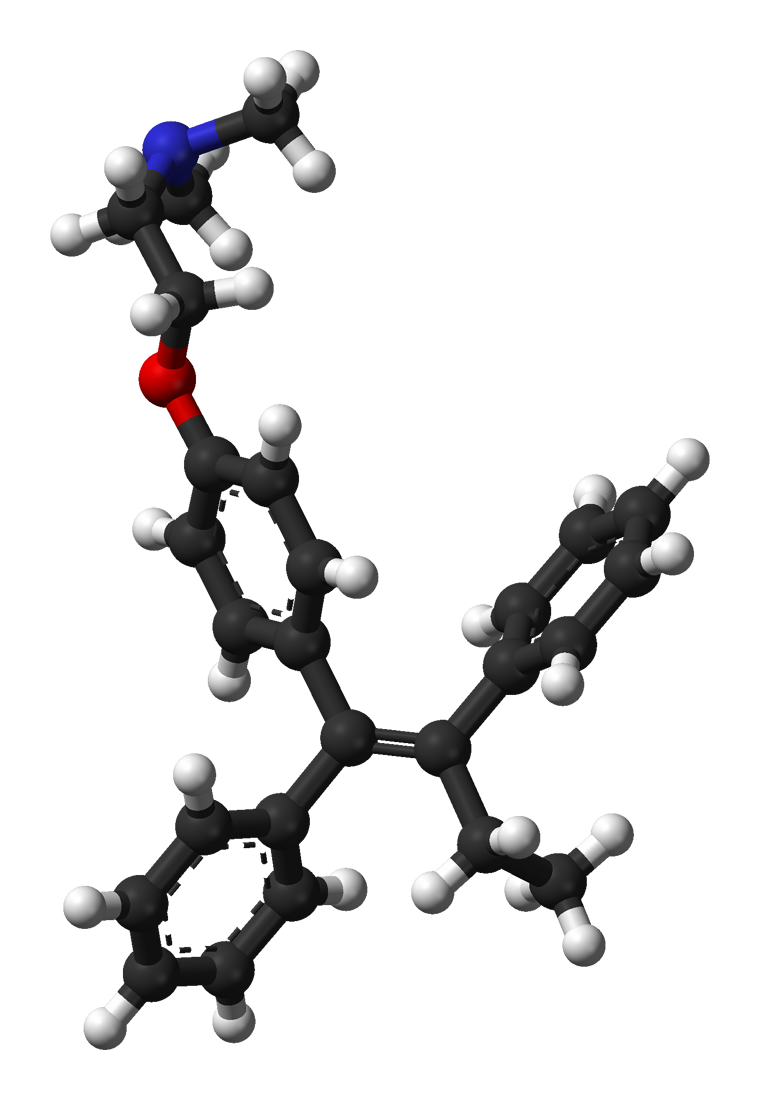
Model 3D

El tamoxifèn actua com a modulador selectiu del receptor d'estrògens (SERM) o com a agonista parcial dels receptors d'estrogens (ER). Té activitat estrogènica i antiestrogènica mixta, amb el seu perfil d'efectes diferents segons el teixit. Per exemple, té efectes predominantment antiestrogènics a les mames, però predominantment estrogènics a l'úter i el fetge. Al teixit mamari, el tamoxifèn actua com un antagonista de l'RE, de manera que s'inhibeix la transcripció dels gens sensibles als estrògens. Un efecte secundari beneficiós és que prevé la pèrdua òssia actuant com a agonista ER (és a dir, imitant els efectes dels estrògens) en aquest tipus de cèl·lules. Per tant, en inhibir els osteoclasts, prevé l'osteoporosi. Quan es va llançar el tamoxifèn com a fàrmac, es pensava que actuaria com a antagonista de l'RE en tots els teixits, inclòs l'os, i per tant es temia que contribuís a l'osteoporosi. Per tant, va ser molt sorprenent que s'observés clínicament l'efecte contrari. Per tant, l'acció selectiva dels teixits del tamoxifèn va conduir directament a la formulació del concepte de SERM.
El tamoxifèn és un SERM d'acció prolongada, amb una retenció nuclear del complex ER-tamoxifèn (o metabòlit) superior a 48 hores. Té relativament poca afinitat pels propis ER i, en canvi, actua com a profàrmac de metabòlits actius com l'endoxifèn (4-hidroxi-N-desmetiltamoxifèn) i l'afimoxifèn (4-hidroxitamoxifèn; 4-OHT). Aquests metabòlits tenen una afinitat aproximadament entre 30 i 100 vegades més gran pels RE que el propi tamoxifèn. Segons un estudi, el tamoxifèn tenia un 7% i un 6% de l'afinitat de l'estradiol per l'ERα i l'ERβ, respectivament, mentre que l'afimoxifèn tenia un 178% i un 338% de l'afinitat de l'estradiol per l'ERα i l'ERβ, respectivament. Per tant, l'afimoxifèn va mostrar una afinitat 25 vegades més gran per l'ERα i una afinitat 56 vegades més gran per l'ERβ que el tamoxifèn. Les potències antiestrogèniques de l'endoxifèn i l'afimoxifèn són molt semblants. Tanmateix, l'endoxifèn es presenta en concentracions molt més altes que l'afimoxifèn i ara es creu que és la forma activa principal de tamoxifèn al cos.
El tamoxifèn s'uneix a l'ER de manera competitiva (respecte a l'estrògen agonista endògen) a les cèl·lules tumorals i altres objectius, produint un complex nuclear que disminueix la síntesi d'ADN i inhibeix els efectes dels estrògens. És un agent no esteroide amb potents propietats antiestrogèniques que competeixen amb els estrògens pels llocs d'unió a la mama i altres teixits. El tamoxifèn fa que les cèl·lules romanguin en les fases G0 i G1 del cicle cel·lular. Com que impedeix que les cèl·lules (pre)canceroses es divideixin sense causar la mort cel·lular, el tamoxifèn és citostàtic. El tamoxifèn s'uneix a l'ER, el complex recluta altres proteïnes conegudes com a correpressors, i després s'uneixen a l'ADN per modular l'expressió gènica. Algunes d'aquestes proteïnes inclouen NCoR i SMRT. La funció del tamoxifèn pot estar regulada per una sèrie de variables diferents, inclosos els factors de creixement. El tamoxifèn ha de bloquejar les proteïnes del factor de creixement com ErbB2/HER2, perquè s'ha demostrat que es produeixen nivells elevats d'ErbB2 en càncers resistents al tamoxifèn. El medicament sembla requerir una proteïna PAX2 per al seu efecte anticancerígen complet. En presència d'una alta expressió de PAX2, el complex tamoxifèn/ER és capaç de suprimir l'expressió de la proteïna ErbB2 pro-proliferativa. En canvi, quan l'expressió d'AIB-1 és superior a PAX2, el complex tamoxifèn/ER regula l'expressió d'ErbB2, donant lloc a l'estimulació del creixement del càncer de mama.
El tamoxifèn és antigonadotròpic en dones postmenopàusiques i suprimeix parcialment els nivells de gonadotropines, l'hormona luteïnitzant (LH) i l'hormona fol·liculoestimulant (FSH) en aquestes dones. No obstant això, té efectes progonadotròpics en dones premenopàusiques i augmenta els nivells d'estrògens fins a 6 cops. A causa de la naturalesa del tamoxifèn com a lligand ER competitiu, aquest augment dels nivells d'estrògens pot interferir amb l'eficàcia antiestrogènica del tamoxifèn. Els efectes del tamoxifèn sobre l'expressió de Ki-67 del càncer de mama, els nivells de globulina d'unió a hormones sexuals (SHBG) i els nivells d'IGF-1 depenen de la dosi en un rang de dosis d'1 a 20 mg/dia en dones amb càncer de mama. S'ha trobat que el tamoxifèn disminueix els nivells de factor de creixement 1 semblant a la insulina (IGF-1) entre un 17 i un 38% en dones i homes. La supressió de la producció d'IGF-1 al fetge és una acció coneguda dels estrògens i els SERM.

#### Altres activitats
L'afimoxifèn és un agonista del receptor d'estrògens acoblat a proteïna G (GPER) amb una afinitat relativament baixa. La seva afinitat pel receptor està entre 100 i 1.000 nM, respecte de 3 a 6 nM de l'estradiol. A més de la seva activitat com a SERM, l'afimoxifèn s'uneix tant al receptor relacionat amb estrògens β com al receptor relacionat amb estrògens γ i és un antagonista del receptor relacionat amb estrògens γ.
S'ha trobat que el norendoxifèn (4-hidroxi- N, N- didesmetiltamoxifèn), un altre metabòlit actiu del tamoxifèn, actua com un potent inhibidor competitiu de l'aromatasa (IC50 = 90 nM), i també pot estar implicat en l'activitat antiestrogènica del tamoxifèn.
A més de la seva activitat com a SERM, el tamoxifèn és un inhibidor potent i selectiu de la proteïna-cinasa C, i és actiu en aquest sentit a concentracions terapèutiques. Es creu que aquesta acció és la base de l'eficàcia del tamoxifèn en el tractament del trastorn bipolar.
El tamoxifèn és un inhibidor de la glicoproteïna P.
El 2018, es va descobrir que el tamoxifèn interacciona directament amb el transportador de dopamina (DAT) i actua com un inhibidor atípic de la recaptació de dopamina (DRI). Té una potència feble (54% d'inhibició de la captació de dopamina a 10 μM) i no té cap efecte ni estimulant ni depressiu quan s'administra per si mateix. El perfil inusual de l'activitat DRI ha fet que el tamoxifèn sigui d'interès potencial com a punt de partida per a la modificació estructural en el desenvolupament de nous fàrmacs per al tractament del trastorn per l'ús d'estimulants.

### Farmacocinètica

#### Absorció
El tamoxifèn per via oral s'absorbeix ràpidament i àmpliament dels intestins. La biodisponibilitat oral del tamoxifèn és aproximadament del 100%, cosa que suggereix un metabolisme mínim de primer pas als intestins i al fetge. Després de la ingesta, els nivells màxims de tamoxifèn es produeixen després de tres a set hores. Els nivells d'estat estacionari de tamoxifèn s'assoleixen normalment després de 3 a 4 setmanes d'administració diària, i possiblement s'allarguin fins a  les 16 setmanes. Per la seva part, els nivells d'estat estacionari d'afimoxifèn s'assoleixen després de 8 setmanes d'administració diària. Els nivells màxims de tamoxifèn després d'un sola dosi de 40 mg per via oral era de 65 ng/ml, i els nivells d'estat estacionari amb un tractament de 20 mg diaris eren de 310 ng/ml. Els nivells de tamoxifèn mostren una clara dependència de la dosi en un rang de dosificació d'1 a 20 mg/dia. Els nivells d'endoxifèn són aproximadament de 5 a 10 vegades més alts que els d'afimoxifèn, amb una gran variabilitat interindividual. Els nivells d'endoxifèn s'han reportat entre 10,8 i 15,9 ng/ml en estat estacionari en metabolitzadors normals de CYP2D6, durant una teràpia de 20 mg/dia de tamoxifèn. Els metabòlits més abundants del tamoxifèn pel que fa a les concentracions circulants són N-desmetiltamoxifè, N,N-didesmetiltamoxifè, (Z)-endoxifèn i N-òxid de tamoxifèn.

#### Distribució
El volum de distribució del tamoxifèn és de 50 a 60 L/kg i la seva eliminació s'ha estimat entre 1,2 i 5,1 L/hora. S'han trobat concentracions elevades de tamoxifèn a la mama, l'úter, el fetge, els ronyons, els pulmons, el pàncrees i el teixit ovari en animals i humans. S'ha trobat que els nivells de tamoxifèn a l'úter són de 2 a 3 vegades més alts que en circulació, i als pits, 10 vegades més alts. La unió a proteïnes plasmàtiques de tamoxifèn i afimoxifèn és superior al 99%. La majoria del tamoxifèn està unit a l'albúmina. L'albúmina sola s'uneix al 98,8% del tamoxifèn, mentre que altres proteïnes plasmàtiques no estan molt implicades.

#### Metabolisme
El tamoxifèn és un profàrmac i es metabolitza al fetge per les isoformes del citocrom p450 CYP3A4, CYP2C9 i CYP2D6 en metabòlits actius com l'endoxifèn (4-hidroxi-N-desmetiltamoxifè) i l'afimoxifèn (4-hidroxitamoxifen). La conversió de tamoxifèn per N-desmetilació en N-desmetiltamoxifèn, que és catalitzat principalment per CYP3A4 i CYP3A5, és responsable d'aproximadament el 92% del metabolisme del tamoxifèn. Per contra, la 4-hidroxilació del tamoxifèn en afimoxifèn és responsable només d'un 7% del metabolisme del tamoxifèn. Després de la seva formació, l'N-desmetiltamoxifèn s'oxida en diversos altres metabòlits, el més notable dels quals és l'endoxifèn. Un altre metabòlit actiu, el norendoxifèn (4-hidroxi-N,N-didesmetiltamoxifèn), es forma mitjançant la N-desmetilació d'endoxifèn o la 4-hidroxilació de N,N-didesmetiltamoxifèn. El tamoxifèn i els seus metabòlits se sotmeten a conjugació, incloent glucuronidació i sulfatació. El tamoxifèn pot inhibir el seu propi metabolisme.

#### Eliminació
El tamoxifèn té una llarga semivida (vida mitjana d'eliminació) de 5 a 7 dies, amb un rang d'entre 4 i 11 dies. De la mateixa manera, la vida mitjana de l'afimoxifèn és de 14 dies. Per contra, la vida mitjana de l'endoxifèn és de 50 a 70 hores (2-3 dies). La llarga vida mitjana del tamoxifèn i l'afimoxifèn s'atribueix a la seva elevada unió a proteïnes plasmàtiques, així com a la recirculació enterohepàtica. En suspendre el tractament, els nivells de tamoxifèn i els seus metabòlits persisteixen en la circulació durant almenys 6 setmanes. El tamoxifèn s'excreta per la bilis i s'elimina principalment per la femta, tot i que petites quantitats s'eliminen per l'orina.

## Química
El tamoxifèn és un SERM no esteroide de la família del trifeniletilèn i va ser derivat estructuralment d'estrògens semblants al dietilstilbestrol, i d'antiestrògens com el clorotrianisè i l'etamoxitrifetol. Inicialment, es va sintetitzar clomifèn, i posteriorment es va desenvolupar el tamoxifèn. El tamoxifèn està estretament relacionat estructuralment amb altres trifeniletilens, com el clomifèn, la nafoxidina, l'ospemifèn, el toremifèn i molts altres. Altres SERM, com el raloxifèn, són estructuralment diferents del tamoxifèn i altres trifeniletilens.

## Història

### Desenvolupament
A finals de la dècada del 1950, les empreses farmacèutiques investigaven activament una classe de compostos anti-estrògens recentment descoberta, amb l'esperança de desenvolupar una píndola anticonceptiva del dia després. Arthur L. Walpole era un endocrinòleg reproductiu que va dirigir aquest equip als laboratoris d'investigació d'ICI Pharmaceuticals. Va ser allà, l'any 1962, que la química Dora Richardson va sintetitzar per primera vegada el tamoxifèn, conegut aleshores com ICI-46.474, quan buscava crear derivats de trifeniletilè per al projecte de la píndola anticonceptiva que el seu equip estava investigant.
Aquest compost es va crear originalment per funcionar com a inhibidor d'estrògens, però es va trobar que estimulava l'ovulació en els participants de l'assaig de proves de fàrmacs. Walpole i els seus col·legues van presentar una patent al Regne Unit aquell mateix any, però la protecció de patents d'aquest compost es va negar repetidament als EUA fins als anys vuitanta. El tamoxifèn finalment va rebre l'aprovació de màrqueting com a tractament de fertilitat, però la classe de compostos mai va resultar útil en l'anticoncepció humana. Feia molts anys que es coneixia un vincle entre els estrògens i el càncer de mama, però els tractaments contra el càncer no eren una prioritat corporativa en aquell moment, i els interessos personals de Walpole van mantenir viu el desenvolupament del fàrmac i la lluita per una patent als Estats Units. Només quan Walpole va amenaçar de dimitir, que l'empresa va decidir permetre assaigs per testar el tamoxifèn com un fàrmac pel tractament del càncer de mama. L'equip de Walpole estava format per Dora Richardson i GA Snow, que van treballar en la part de química del projecte, juntament amb GE Paget i JK Walley, que es van centrar principalment en la part biològica.
El tamoxifèn és un dels tres fàrmacs d'un protocol antiangiogènic desenvolupat per Judah Folkman, investigador de l'Hospital Infantil de la Harvard Medical School de Boston. Folkman va descobrir a la dècada del 1970 que l'angiogènesi —el creixement de nous vasos sanguinis— juga un paper important en el desenvolupament del càncer. Des del seu descobriment, va néixer un camp completament nou d'investigació del càncer. Des del 1992 s'han dut a terme assaigs clínics sobre inhibidors de l'angiogènesi utilitzant molts fàrmacs diferents. Els investigadors de Harvard van desenvolupar un protocol específic per a un gos golden retriever, anomenat Navy, que estava lliure de càncer després de rebre el còctel prescrit de celecoxib, doxiciclina i tamoxifèn. A més, s'ha demostrat que el tractament amb tamoxifèn per si sol té efectes antiangiogènics en models de càncer en animals que semblen ser, almenys en part, independents de les propietats antagonistes de l'ER del tamoxifèn.
Altres antiestrògens, com l'etamoxitrifetol (MER-25) i el clomifèn (MRL-41), s'havien avaluat per al tractament del càncer de mama abans del tamoxifèn. Es va trobar que eren efectius, però estaven afectats de problemes de toxicitat. El primer estudi clínic del tamoxifèn va tenir lloc a l'Hospital Christie l'any 1971, i va mostrar un efecte convincent en el càncer de mama avançat, però, tanmateix, el programa de desenvolupament de l'ICI va estar a punt de finalitzar quan es va revisar el 1972. En un article inèdit dels primers dies de l'assaig, Dora Richardson va documentar l'entusiasme del seu equip sobre els efectes del tamoxifèn per contrarestar els problemes d'infertilitat i els primers efectes positius trobats en pacients amb càncer de mama. Malauradament, aquest treball no va ser ben rebut per tothom, ja que se suposava que l'equip estava buscant una píndola anticonceptiva. El desenvolupament posterior del tamoxifèn podria haver estat reforçat per un segon estudi clínic realitzat per Harold WC Ward a l'Hospital Queen Elizabeth, de Birmingham. L'estudi de Ward va mostrar una resposta més definitiva al fàrmac a una dosi més alta. Walpole també hauria ajudat a convèncer l'empresa a comercialitzar el tamoxifèn per al càncer de mama en fase tardana. També va ser fonamental en el finançament de V. Craig Jordan per treballar amb el tamoxifèn. El 1972, ICI Pharmaceuticals Division va abandonar el desenvolupament d'un anticonceptiu basat en el tamoxifèn per raons financeres. El fàrmac es va reinventar i va esdevenir l'estàndard per al tractament adjuvant del càncer de mama i per a la prevenció de la quimioteràpia en dones d'alt risc. Dos llibres, Estrogen Action, Selective Estrogen Receptor Modulators and Women's Health (Imperial College Press, 2013) i Tamoxifen: Pioneering Medicine in Breast Cancer (Springer, 2013) expliquen aquesta història.
| Antiestrògen    | Dosi             | Data      | Taxa de resposta | Efectes adversos               |
| --------------- | ---------------- | --------- | ---------------- | ------------------------------ |
| Etamoxitrifetol | 500–4.500 mg/dia | 1960      | 25%              | Episodis psicòtics aguts       |
| Clomifèn        | 100–300 mg/dia   | 1964–1974 | 34%              | Risc de cataractes             |
| Nafoxidina      | 180–240 mg/dia   | 1976      | 31%              | Cataractes, ictiosi, fotofòbia |
| Tamoxifèn       | 20–40 mg/dia     | 1971–1973 | 31%              | Trombocitopènia transitòria    |

### Consolidació
El 1980 es va publicar el primer assaig que demostrava que el tamoxifèn combinat amb quimioteràpia millorava la supervivència dels pacients amb càncer de mama precoç. En la malaltia avançada, el tamoxifèn només es reconeix com a efectiu en pacients amb ER+, però els primers assaigs no van seleccionar pacients amb ER+ i, a mitjans dels anys vuitanta, el quadre de l'assaig clínic no mostrava un avantatge important per al tamoxifèn. No obstant això, el tamoxifèn va tenir un perfil d'efectes secundaris relativament lleu i van continuar nombrosos assaigs.
La farmacologia dels SERM es va descobrir, definir i desxifrar durant la dècada de 1980. Es va descriure una estratègia clínica que va portar a la creació de SERM com un grup de medicaments multifuncionals destinats al tractament o prevenció de moltes afeccions en dones postmenopàusiques, per exemple, l'osteoporosi i el càncer de mama.
Les primeres vendes de tamoxifèn tant al Regne Unit com als Estats Units van superar amb escreix l'estimació original d'ICI, però malgrat això, a la revisió anual de la cartera, els membres de la junta d'ICI encara afirmarien que «no hi havia mercat per al càncer», deixant que l'èxit de màrqueting del fàrmac depengués dels seus resultats clínics i dels interessos dels metges i científics. Poc després, Dora Richardson va publicar una història de tamoxifèn que, inusualment per a aquest tipus de paper, incloïa cartes de pacients que atribuïen la seva curació al fàrmac. Aquests testimonis van ajudar a donar forma i impulsar la investigació, justificant-la tant moralment com científicament.
No va ser fins al 1998 que la metaanàlisi del grup col·laboratiu d'assaigs del càncer de mama precoç, amb seu a Oxford, va demostrar definitivament que el tamoxifèn era eficaç per al càncer de mama precoç.
Les vendes globals de tamoxifèn el 2001 van ser d'aproximadament 1.020 milions de dòlars. Des de l'expiració de la patent l'any 2002, està àmpliament disponible com a medicament genèric a tot el món. L'any 2004, el tamoxifèn va ser el fàrmac hormonal més venut del món per al tractament del càncer de mama.

## Recerca
En la síndrome de McCune-Albright (MAS) el tamoxifèn s'ha utilitzat per tractar la pubertat prematura i les seves conseqüències. S'ha vist que el tamoxifèn disminueix la ràpida maduració òssia, resultat d'un excés d'estrògens i altera l'alçada prevista de l'adult (HAP). Els mateixos efectes també s'han vist en nois pubertals baixets. No obstant això, un estudi in vitro de 2007 i, posteriorment, un estudi in vivo de 2008 han demostrat que el tamoxifèn indueix l'apoptosi en els condròcits de les plaques de creixement, redueix els nivells sèrics de factor de creixement semblant a la insulina 1 (IGF-1) i provoca un retard persistent del creixement ossi radial longitudinal i cortical en rates mascles joves, la qual cosa porta els investigadors a expressar la seva preocupació per tractar amb tamoxifèn als joves en edat de creixement.
El tamoxifèn s'ha estudiat en el tractament de les rares condicions de la fibrosi retroperitoneal i la mesenteritis esclerosant idiopàtica. També s'ha proposat com a part d'un pla de tractament per a la tiroïditis de Riedel.
S'utilitza com a eina d'investigació per a desencadenar l'expressió gènica específica del teixit en moltes construccions d'expressió condicional en animals modificats genèticament, inclosa una versió de la tècnica de recombinació Cre-Lox. Tot i que s'utilitza àmpliament en la investigació transgènica, el fort efecte anabòlic del tamoxifèn sobre l'os podria confondre aquest enfocament, especialment pel que fa a construccions dirigides als ossos.
El tamoxifèn pot ser eficaç en el tractament de la mania en persones amb trastorn bipolar. Es creu que això es deu al bloqueig de la proteïna-cinasa C (PKC), un enzim que regula l'activitat de les neurones al cervell. Els investigadors creuen que la PKC és hiperactiva durant la mania en pacients bipolars. L'any 2019, l'endoxifèn —un metabòlit actiu important del tamoxifèn, amb una inhibició de PKC quatre vegades més potent— estava en assaigs clínics de fase III per al trastorn bipolar.